# Fernando Clavijo Batlle
Fernando Clavijo Batlle (San Cristóbal de La Laguna, 10 augustus 1971) is een Spaans politicus, lid van en actief in de Coalición Canaria.
Clavijo Batlle is alumnus van de Universiteit van La Laguna.
Hij is gekozen in 2015 als president van de Spaanse autonome regio Canarische Eilanden en bleef dit tot 2019. Hij woont op Tenerife.
- Library of Congress Control Number: no2016013172
- Virtual International Authority File: 222145541815596601394